# École polytechnique
A párizsi École polytechnique (polytechnique, l'X) az egyik legrangosabb francia felsőoktatási intézmény (grande école).
Ez egy francia felsőoktatási és kutatási intézmény a Palaiseau-ban, Párizstól délre.
Az iskolát Gaspard Monge matematikus alapította 1794-ben.

## Híres diplomások
- Jean Becquerel, francia fizikus
- Claude Mandil, francia mérnök és politikus
- Louis Jacques Thénard, francia kémikus
- Jean-Victor Poncelet, francia matematikus
- Jean-Christophe Yoccoz, francia matematikus